# سنتیتسه
سنتیتسه (به لاتین: Sentice) یک منطقهٔ مسکونی در جمهوری چک است که در ناحیه برنو-تسوونتری واقع شده‌است. سنتیتسه ۹٫۲۷ کیلومتر مربع مساحت و ۵۸۶ نفر جمعیت دارد و ۳۰۸ متر بالاتر از سطح دریا واقع شده‌است.